# Бирюч
Бирюч (на руски: Бирюч) е град в Русия, административен център на Красногвардейски район, Белгородска област. Населението на града към 1 януари 2018 година е 7231 души.

## История
Селището е основано от казашки стотник на име Иван Медковим през 1705 година, през 1779 година става център на уезд, а през 2005 година получава статут на град.

## География
Градът е разположена на около 120 метра надморска височина, през него преминава река Тиха Сосна.